# لي شامبرز
لي شامبرز هو كاتب ومخرج كندي، ولد في 4 فبراير 1970.

## وصلات خارجية
- لي شامبرز على موقع IMDb (الإنجليزية)
- لي شامبرز على موقع أول موفي (الإنجليزية)
- لي شامبرز على موقع قاعدة بيانات الفيلم (الإنجليزية)
- لي شامبرز على موقع كينوبويسك (الروسية)